# Nuangola (Pensilvania)
Nuangola es un borough ubicado en el condado de Luzerne en el estado estadounidense de Pensilvania. En el año 2000 tenía una población de 671 habitantes y una densidad poblacional de 229.6 personas por km². Cerca de Nuangola se encuentra un lago con forma de corazón llamado Lago Nuangola.

## Origen del nombre
El nombre Nuangola probablemente deriva de una lengua algonquina hablado por los indígenas americanos del área (probablemente los Lenape, la tribu más grande de la región, aunque también algunos Nanticoke y Shawnee vivían aquí en ese momento). De acuerdo a la leyenda, se cree que una joven indígena llamada Nuangola se ahogó en el lago. Otra versión dice que Nuangola es la palabra indígena para "Lago con Tres Ángulos" o "Lago Triangular", este último fue otro nombre que se le dio al área antes de ser nombrado oficialmente Nuangola. También ha sido planteado que Nuangola significa "gente del norte". 

## Geografía
Nuangola se encuentra ubicado en las coordenadas 41°09′26″N 75°58′37″O / 41.15722, -75.97694.
De acuerdo a la Oficina del Censo de los Estados Unidos, el burgo tiene un área total de 3,3 kilómetros cuadrados, de los cuales, 2,9 kilómetros cuadrados son tierra y 0,4 kilómetros cuadrados son agua.

## Demografía
Según el censo del 2000, había 671 personas, 259 hogares, y 193 familias residiendo en el burgo. La densidad de población era de 229,3 personas por kilómetro cuadrado. Había 370 unidades de vivienda a una densidad promedio de 126,4/km². La conformación racial del burgo era 99,70% Blanco y 0,30% Asiático. Hispanos o Latinos de cualquier raza formaban el 0,30% de la población.
Había 259 hogares de los cuales 30,5% tenían niños menores de 18 años viviendo en ellos, 62,5% eran parejas casadas viviendo juntos, 8,5% tenían a una mujer cabeza de familia sin la presencia del esposo, y 25,1% no eran familias. 20,5% de todos los hogares estaban habitados por una sola persona y 5,0% tenían a alguien de 65 años o más viviendo solo. El tamaño promedio de un hogar era de 2,57 y el tamaño promedio de una familia 2,95.
En el borough la población estaba esparcida con 21,3% menores de 18 años, 6,9% de 18 a 24, 30,6% de 25 a 44, 28,6% de 45 a 64, y 12,7% de 65 años o mayores. La edad promedio era 40 años. Por cada 100 mujeres había 108,4 hombres. Por cada 100 mujeres mayores de 18 años había 104,7 hombres.
Según la Oficina del Censo en 2000 los ingresos medios por hogar en la localidad eran de $41,964 y los ingresos medios por familia eran $45,833. Los hombres tenían unos ingresos medios de $33,000 frente a los $27,500 para las mujeres. La renta per cápita para la localidad era de $16,851. Alrededor del 11.8% de la población estaba por debajo del umbral de pobreza, incluyendo al 21,1% de los menores de 18 años.